# طوافة قنديل البحر
طوافة قنديل البحر (بالفرنسية: Le Radeau de La Méduse) هي رسم زيتي رسَمه بين سنتي 1818 و1819 الفنانُ الفرنسي الرومانسي تيودور جيريكو (1791–1824). العنوان الأصلى الذي أعطاه جيريكو للوحة أثناء أول عرض لها هو مشهد غرق سفينة (بالفرنسية: Scène d'un naufrage). أبعاد هذه اللوحة كبيرة حيث يبلغ عرضها 491 سنتمترا ويبلغ طولها 716 سنتمترا. إنها تمثل حلقة مأساوية في تاريخ البحرية الفرنسية : غرق السفينة ميدوزا. كُُلفت سفينة ميدوزا بنقل معدات إدارية وموظفين وأطر عسكرية عُينوا في ما سيصير معروفا باسم مستعمرة السينيغال. اصطدمت السفينة بكتلة رملية في الثاني من يوليوز من عام 1816. الكتلة الرملية معلومة لدى جميع البحارين ذوي التجربة والخبرة. تقع على بعد يقدر بحوالي ستين كيلومترا من السواحل الموريطانية. تدافع 147 شخصا على الأقل نحو طوافة خشبية صُنعت بعد اصطدام السفينة ميدوزا بالكتلة الرملية. نجا من هؤلاء الأشخاص 15 شخصا فقط بعدما ما أن وجدت سفينة أخرى تسمى أرغوس، الطوافة. كان ذلك في السابع عشر من يوليوز من عام 1816، خمسة عشر يوما بعد حادث الاصطدام. من بين الناجين، توفى خمسة أشخاص بُعيد وصولهم إلى سانت لويس في السنغال، بسبب الجوع والعطش، وصولا بهم إلى الحمق وإلى أكل لحم البشر.
تمثل الطوافة ما تبقى من السفينة ميدوزا بعد تحطمها على بعد يقدر بحوالي ستين كيلومترا من السواحل الموريطانية. وقع ذلك في الخامس من تموز عام 1816. من الركاب ال157 بقى فقط 15 في أثناء الثلاثة عشر يوماً التي سبقت إنقاذهم. أكل بعضهم لحم البشر.
اختار جيريكو هذه المناسبة لاطلاق حياته المهنية عن طريق عمل فني غير مكلف كان قد أثار اهتمام عامة الناس مسبقا.  قام جيريكو بعمل عدة دراسات ورسومات مبدئية تحضيرا للعمل النهائي بالإضافة إلى مقابلة اثنين من الناجين من الحادثة وقام برسم الطوف بتفاصيله وبأبعاده الحقيقية على مقياس مصغر. قام أيضا بزيارة المستشفيات حيث كان بامكانه رؤية لون وملمس الجثث قبل موتها وبعدها.
لاقت اللوحة بعد عرضها لأول مرة عام 1819 في صالون باريس الثناء والرفض بصورة متساوية محققة سمعة عالمية. و اليوم تعتبر هذه اللوحة مرجعا للتاريخ المبكر للحركة الرومانسية في اللوحات الفرنسية.
مع ان طوافة قنديل البحر تحوي عناصر من الفن التقليدي للرسم القصصي باختياره لموضوع محتوى اللوحة والاظهار الدراماتيكي لها لكنها كانت تتبع تنظيما لمدرسة فنية كانت سائدة في وقتها وهي النيوكلاسيكية.
تتواجد اللوحة في متحف اللوفر في فرنسا بعد اقتنائها من عند أقرب صديق لجيريكو بُعيد وفاته في عام 1824. عمره حينئذ اثنان وثلاثون عاما.

## موضوع اللوحة : غرق السفينة قنديل البحر

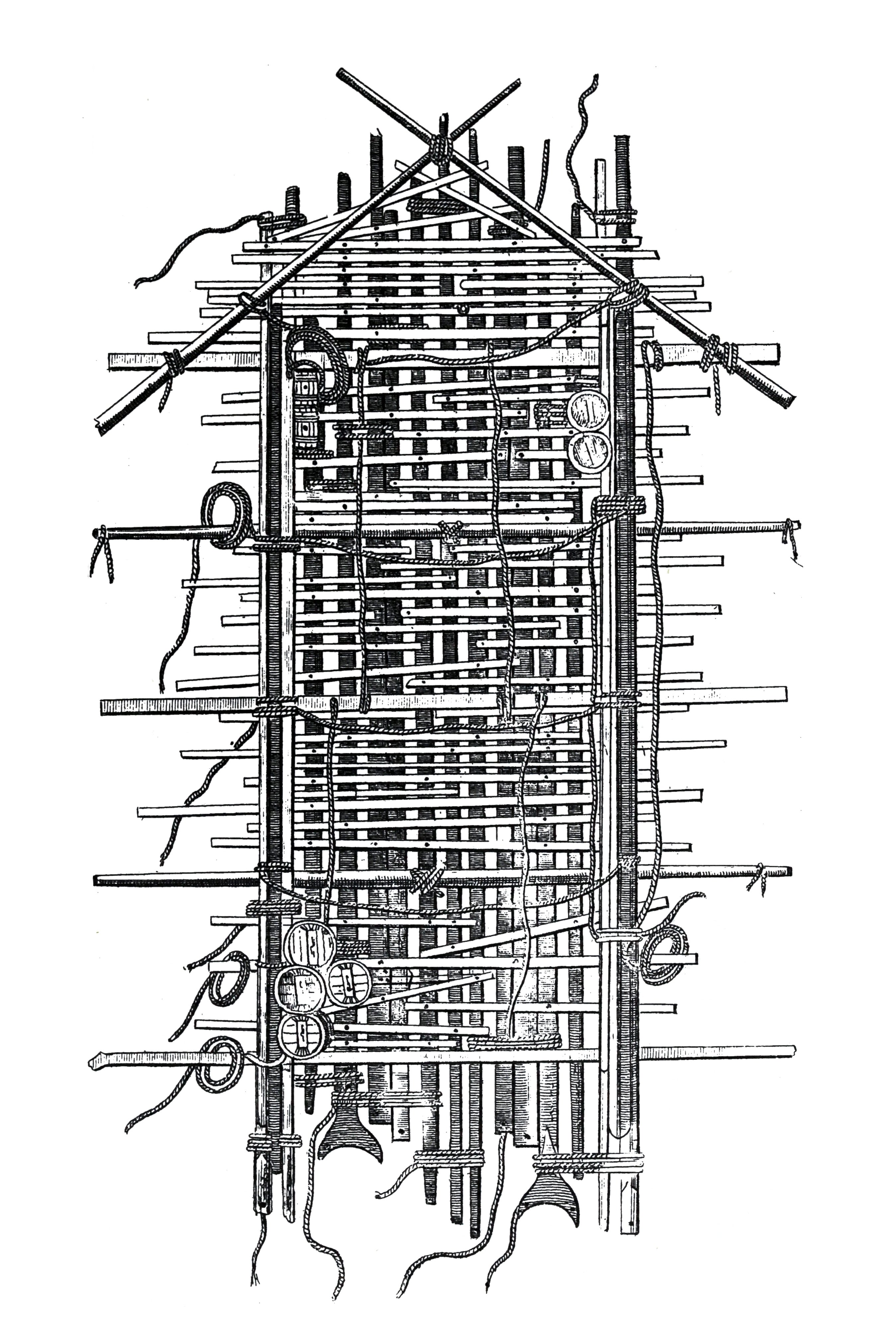
شكل طوافة قنديل البحر كما تُرك بعد الإنقاذ

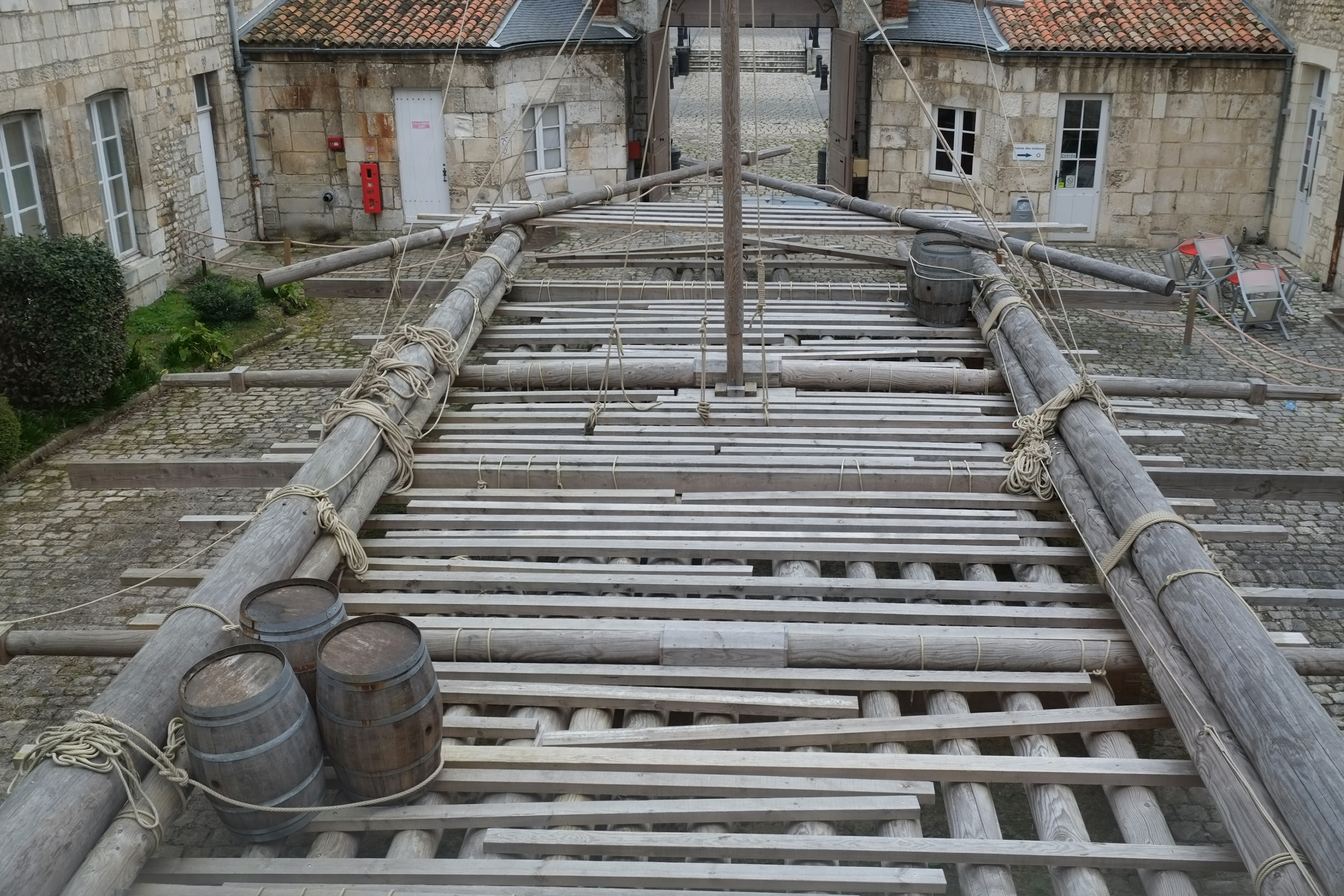
Radeau de la Méduse reconstitué à l'échelle 1 visible dans la cour du musée de la Marine à روشفور.

## وصف اللوحة
تصف لوحة طوافة قنديل البحر اللحظة التي رأى فيها الأشخاص الخمسة عشر سفينة من بعيد تقترب، بعد ما قضوا ثلاثة عشر يوما فوق هذه الطوافة التي تكاد تتحطم.

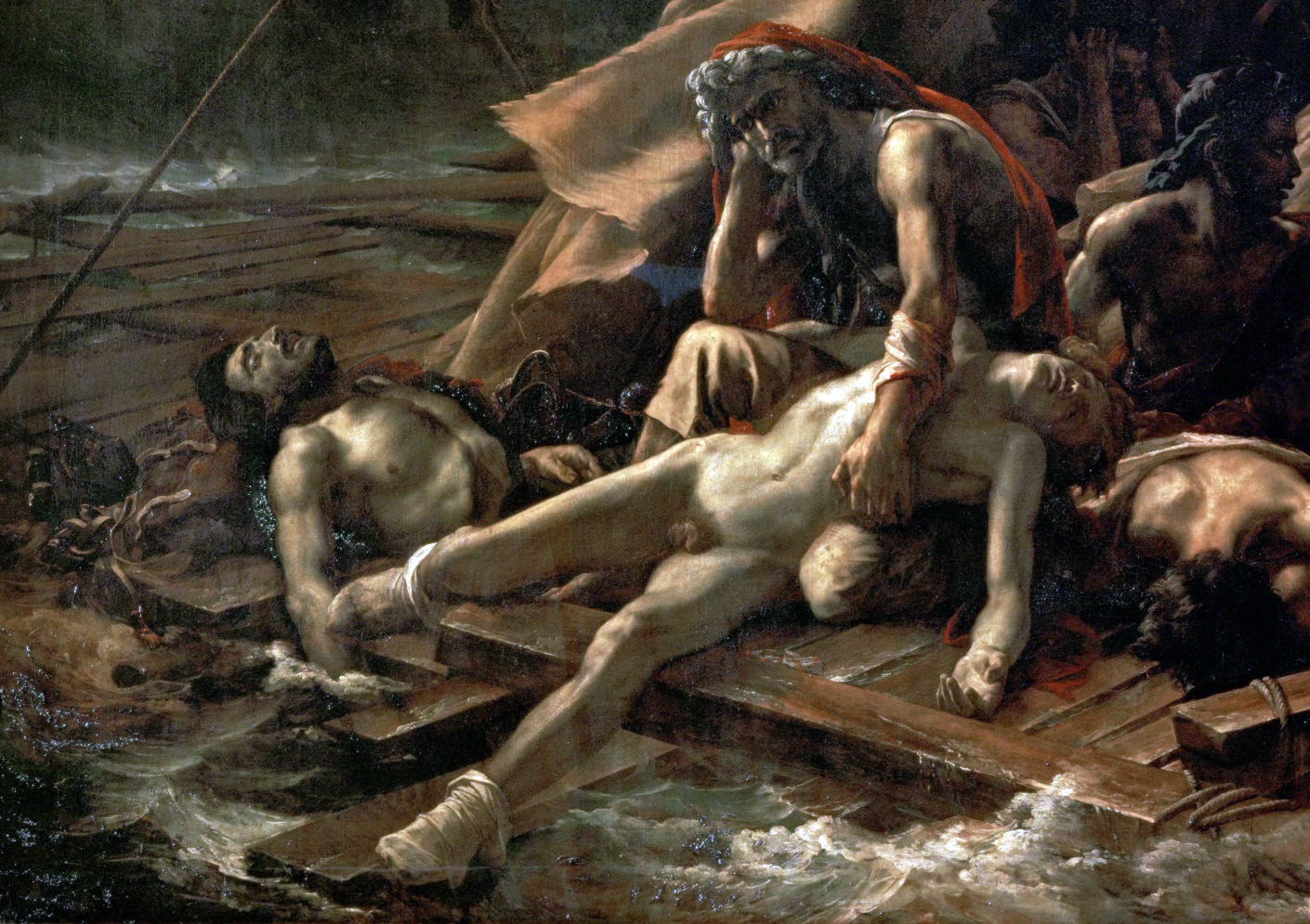
تفاصيل الجزء الأسفل الأيسر من اللوحة مبينة شخصين على مقربة من الموت.

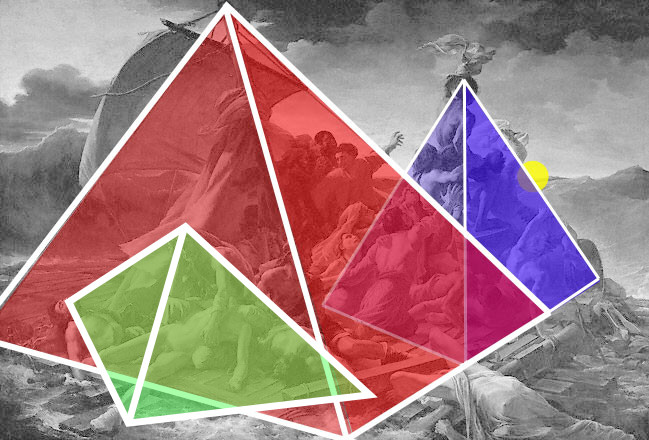
صورة تبين الأهرامات الثلاث والأقطار التي تبين بنية اللوحة. موقع السفينة أرغوس بُين على شكل نقطة صفراء يمينا.

## تاريخ اللوحة
عرضت اللوحة في صالون في باريس في 25 أغسطس/غشت في عام 1819 تحت عنوان مشهد غرق سفينة (بالفرنسية: Scène de naufrage).